# Промышленный электровоз
Промышленный электровоз — электровоз, предназначающийся для выполнения работ преимущественно на электрифицированных железнодорожных путях промышленных предприятий, строек, открытых горных разработок, карьеров.

## Классификация
В зависимости от назначения промышленные электровозы подразделяются на манёврово-промышленные, карьерные, специальные и рудничные.
- Маневрово-промышленные электровозы предназначены для выполнения маневровых, передаточных и других видов работ на металлургических заводах и промышленных предприятиях в крупных промышленных узлах[1].
- Карьерные промышленные электровозы предназначены для использования на горнодобывающих предприятиях средней и высокой мощности, таких как карьеры строительных материалов и рудные карьеры, угольные разрезы[1];
- Специальные промышленные электровозы обслуживают вагоны промышленного транспорта и некоторые типы технологических установок[1]. Подразделяются на множество подвидов, такие как коксотушильные электровозы, электровозы для перевозки химических веществ и вывоза ракет на стартовые площадки космодромов, электровозы-вагонотолкатели и другие;
- Рудничные (шахтные) промышленные электровозы предназначены для эксплуатации на подземных путях шахт и рудников[1].

- Двухосный маневрово-промышленный электровоз Henschel EA 500
- Четырёхосный карьерный промышленный электровоз НП1 с двумя моторными думпкарами
- Промышленные электровозы-вагонотолкатели ТЭВ35
- Рудничный промышленный электровоз HF7, выпускавшийся германской фирмой AEG

## Особенности конструкции
Особенности эксплуатации на территории предприятий обуславливает ряд конструктивных особенностей маневрово-промышленных и карьерных электровозов. Для подавляющего большинства машин обоих типов  характерны кузов капотного типа, одна расположенная центрально кабина машиниста, поднятая над корпусом и имеющая круговое остекление для лучшего обзора; два пульта машиниста, расположенные диагонально с обеих сторон кабины; специальное оборудование для обслуживания вагонов. В большинстве случаев промышленные электровозы являются односекционными, однако также встречаются двух- и трёхсекционные- локомотивы, при этом секции у разных моделей электровозов могут быть как раздельными, так и сочленёнными. Встречаются также локомотивы с кузовом вагонного типа и двумя кабинами управления.
Ходовая часть маневрово-промышленного электровоза приспособлена для движения в кривых, имеющих меньший радиус по сравнению с железными дорогами общего пользования — для железных дорог нормальной ширины колеи, такой как европейская или русская, он может достигать порядка 60—100 метров. Маломощные промышленные электровозы как правило являются двухосными и имеют колёсные пары, объединённые в жёсткой раме. Более мощные промышленные электровозы как правило имеют две или три двухосные либо две трёхосные тележки, чаще всего с индивидуальным приводом колёсных пар, при этом у сочленённых электровозов возможно опирание обеих секций на общую тележку.
- Односекционный двухосный узкоколейный электровоз с кузовом капотного типа и двусторонней центральной кабиной
- Односекционный четырёхосный узкоколейный электровоз ПЭУ1 с кузовом вагонного типа и двумя кабинами
- Двухсекционный сочленённый шестиосный карьерный электровоз EL21 с кузовом капотного типа и двумя кабинами. Соединение секций опирается на среднюю тележку
- Трёхсекционный сочленённый шестиосный карьерный электровоз Škoda 26E с кузовом капотного типа и центральной кабиной. Каждая секция опирается на свою двухосную тележку

Большинство промышленных электровозов являются контактными и осуществляют токосъём с верхнего контактного провода с помощью токоприёмников в виде пантографа или полупантографа. В случае эксплуатации на путях отвалов или забоев, где требуется загрузка породы сверху и размещение контактного провода над путями невозможно, машина осуществляет токосъём с бокового или верхнего бокового контактного провода при помощи специальных боковых токоприёмников в виде штанг или реек, установленных по обеим сторонам её корпуса. Напряжение и род тока в контактной сети может различаться — встречаются электровозы как постоянного, так и переменного тока, при этом напряжение в одних случаях совпадает с применяемым на общей сети железных дорог (например 1,5 или 3 кВ постоянного тока), а в других имеет специфическое значение напряжение, не встречающееся на обычных железных дорогах (например 6 или 10 кВ переменного тока). 
Для обеспечения возможности работы на неэлектрифицированных участках внутризаводских или подъездных путей локомотив может оснащаться тяговой аккумуляторной батареей либо дизель-генератором небольшой мощности, позволяющим электровозу двигаться на минимальной скорости на неэлектрифицированном участке (в этом случае локомотив соответственно становится контактно-аккумуляторным электровозом или электротепловозом), хотя в некоторых случаях для этой цели к обычному электровозу прицепляют отдельный аккумуляторный или дизель-генераторный вагон.
- Маневровый двухосный электротепловоз Tem 346 со встроенным дизель-генератором
- Маневровый электровоз с прицепным вагоном-платформой с аккумуляторами
- Промышленный электровоз НПМ2М с прицепным дизель-генераторным вагоном-электростанцией ЭУ500
- Промышленный электровоз ОПЭ1А с двумя дизель-генераторными моторными секциями

Тяговые характеристики маневрово-промышленного электровоза соответствуют условиям его работы, которые характеризуются относительно низкими скоростями движения, разгонами и торможениями, частыми троганиями с места и длительными технологическими простоями. Конструкционная скорость маневрово-промышленных и карьерных этих электровозов как правило не превышает 50—80 км/ч.

### Карьерные электровозы
Карьерные промышленные электровозы имеют повышенные осевые нагрузки (245—300 кН для путей стандартной ширины колеи) и осевые мощности (250—400 кВт), что обеспечивает им возможность двигаться на крутых (до 40%) подъёмах в выездных траншеях карьеров с гружёными составами. На наиболее крупных карьерах для работы с тяжёлыми составами карьерные электровозы часто дополняются одним или двумя моторными думпкарами, получающими питание от электровоза и позволяющими в несколько раз увеличить сцепной вес и мощность локомотива. Такие сцепы электровозов и моторных вагонов называют тяговыми агрегатами. Вместо одного из моторных думпкаров тяговый агрегат может иметь аналогичную по весу специальную дизель-генераторную секцию (как правило без кабины управления), снабжённую дизель-генератором для следования на неэлектрифицированных участках, имеющем повышенную мощность по сравнению с дизель-генераторами, размещаемыми на борту одиночного электротепловоза, хотя мощность дизель-генератора значительно меньше номинальной суммарной мощности тяговых электродвигателей, ввиду чего в автономном режиме такой локомотив способен следовать лишь на низких скоростях.
- Карьерный электровоз EL2
- Карьерный электротепловоз ОПЭ1А с дизель-генераторной секцией и моторным думпкаром (тяговый агрегат)
- Двухсекционный карьерный электротепловоз ОПЭ1 с кузовом вагонного типа

### Специальные электровозы
Специальные промышленные электровозы имеют различное исполнение и тяговые характеристики в зависимости от условий эксплуатации, однако по сравнению с маневрово-промышленными электровозами они как правило они рассчитаны на движение с очень низкой скоростью для обеспечения плавного перемещения составов с опасными грузами на территории промышленных предприятий (вплоть до 0,1—0,5 км/ч), в то время как их максимальная скорость обычно не превышает 20-30 км/ч.
Электровозы для транспортировки взрывоопасных химических веществ и для доставки ракет из ангаров к стартовым площадкам являются полностью аккумуляторными во избежание риска воспламенения перевозимых веществ от электрических искр и отличаются повышенной плавностью хода и сверхнизкими минимальными скоростями движения, что особенно важно при транспортировке ракет (от 0,1 км/ч). В СССР такие электровозы выпускались двухкабинными четырёхосными с кузовом вагонного типа.
Коксотушильные электровозы представляют собой короткие двухосные локомотивы и по сравнению с маневрово-промышленными аналогами имеют высоко приподнятый кузов с расположенной на возвышении кабиной, а ввиду невозможности подвешивания контактного провода в районе коксовых печей имеют боковой токосъём от специального контактного рельса, который зачастую выполняется трёхфазным.
Электровозы-вагонотолкатели служат для перемещения вагонов на территории предприятия и как правило не имеют собственной кабины управления и управляются дистанционно. Они могут быть изготовлены изначально, но зачастую переделываются из серийных маневровых тепловозов или электровозов, выработавших свой ресурс, при этом в одних случаях за основу берётся кузов исходного локомотива с тележками, а в других только сама тележка, на базе которой делается упрощённый кузов вагонотолкателя. Поскольку они эксплуатируются на ограниченном протяжении пути, они нередко имеют трёхфазную контактную сеть в виде параллельно подвешенных контактных проводов или бокового контактного рельса и имеют специальные токоприёмники. Также на маломощных электровозах-вагонотолкателях вместо токоприёмника может устанавливаться барабан с раскручивающимся кабелем, подключенным к источнику энергии в месте базирования электровоза. Встречаются также аккумуляторные вагонотолкатели.
- Электровоз-вагонотолкатель с четырёхпроводной трёхфазной контактной сетью
- Электровоз-вагонотолкатель ТЭВ5 с контактным барабаном
- Аккумуляторный электровоз-вагонотолкатель VOLLERT KR50

### Шахтные (рудничные) электровозы
Шахтные (рудничные) электровозы отличаются от других видов промышленных электровозов небольшими габаритами, обусловленными эксплуатацией в стеснённых условиях шахт, рудников и других подземных выработок, и выпускаются только для железных дорог узкой колеи (от 450 до 1000 мм). По способу питания эти электровозы делятся на контактные, получающие питание от контактного провода (как правило верхнего), аккумуляторные, получающие питание от собственной аккумуляторной батареи, и бесконтактные, получающие питание с помощью катушки индуктивности от проложенной вдоль рельс индукционной шины за счёт электромагнитной индукции. Практически все рудничные электровозы являются двухосными с расположением колёсных пар в жёсткой раме, а их кабина обычно располагается либо с краю, либо в середине кузова. Иногда рудничные электровозы могут эксплуатироваться на наземных узкоколейных железнодорожных линиях в качестве маневрово-промышленных, в этом случае они нередко оснащаются токоприёмниками, рассчитанными на большую высотку контактного провода, а также могут подвергаться модернизации кузова.
- Рудничный аккумуляторный электровоз
- Рудничный контактный электровоз
- Рудничный контактный электровоз К-14, модернизированный для наземной эксплуатации